# Маличі
Маличі (пол. Malice) — село в Польщі, у гміні Вербковичі Грубешівського повіту Люблінського воєводства. Населення — 342 особи (2011).

## Історія
10 березня 1944 року польські шовіністи вбили в селі 11 українців.
16-20 червня 1947 року під час операції «Вісла» польська армія виселила зі села на приєднані до Польщі північно-західні терени 7 українців. У селі залишилося 304 поляки.
У 1975—1998 роках село належало до Замойського воєводства.

## Демографія
Демографічна структура станом на 31 березня 2011 року:
|          | Загалом | Допрацездатний вік | Працездатний вік | Постпрацездатний вік |
| -------- | ------- | ------------------ | ---------------- | -------------------- |
| Чоловіки | 171     | 38                 | 104              | 29                   |
| Жінки    | 171     | 21                 | 94               | 56                   |
| Разом    | 342     | 59                 | 198              | 85                   |